# Aprendizaje situado
El aprendizaje situado hace referencia al contexto sociocultural como elemento clave para la adquisición de habilidades y competencias, buscando la solución de los retos diarios siempre con un visión colectiva
El aprendizaje situado trata de incentivar el trabajo en equipo y cooperativo a través de proyectos orientados a problemas que precisen de la aplicación de métodos analíticos que tengan en cuenta todo tipo de relaciones y vinculaciones. Esto necesariamente implica la participación activa y consciente del alumno. Su tema central es la manera como es representado y la posición del conocimiento tácito versus conocimiento explícito, de ahí que este aprendizaje examine ideas que rodean más el "saber" que el "conocer" (Cook & Brown, 1999)
“Driscoll (2005) señala que en el aprendizaje situado la construcción del conocimiento es concebida como una práctica en la experiencia, por lo que aprender implica involucrarse en una comunidad de práctica. De esta forma el contexto social toma relevancia debido a que el aprendizaje se da en él, y al permitir que los estudiantes apliquen lo aprendido en situaciones relevantes de la vida real, favorecen la contextualización del aprendizaje permitiendo que se convierta en una enseñanza significativa" (Benavides, P. et. al. 2009)
Retomando a Vigotsky, el enfoque del aprendizaje situado considera que la construcción social de la realidad se basa en la cognición y en la acción práctica que tiene lugar en la vida cotidiana; destaca la importancia de los ambientes, de la expresión hablada y reconoce la importancia de las situaciones informales de enseñanza. (Lamas)
Se parte de la idea de que "aprender" y "hacer" son acciones inseparables y en consecuencia, un principio nuclear de este enfoque plantea que los alumnos (aprendices o novicios) deben aprender en el contexto pertinente, privilegiando las prácticas educativas destinadas al saber cómo más que al saber qué”. (Lamas)
La teoría del aprendizaje situado ubica a las "comunidades de práctica" como el contexto en el cual un individuo desarrolla identidades y prácticas (incluyendo valores, normas y relaciones) propias de la comunidad. (Handley, Sturdy, Fincham, y Clark, 2006: 642).
De manera natural, este enfoque aplicado como método resulta muy propicio para el logro de aprendizajes significativos. "Desde el punto de vista de Díaz Barriga (2003) las estrategias para que se dé el aprendizaje significativo a través de un aprendizaje experiencial y situado son:
- Aprendizaje centrado en la solución de problemas auténticos.
- Análisis de casos (case method).
- Método de proyectos.
- Prácticas situadas o aprendizaje in situ en escenarios reales.
- Aprendizaje en el servicio (service learning).
- Trabajo en equipos cooperativos.
- Ejercicios, demostraciones y simulaciones situadas.
- Aprendizaje mediado por las nuevas tecnologías de la información y comunicación (NTIC)." (Benavides, P. et. al. 2009)

## Aprendizaje situado en la era Digital
Son comunidades de prácticas que facilitan el proceso enseñanza-aprendizaje.
Fue creada en el año 2005
Algunas herramientas digitales que surgieron en la Web 2.0 (Red de colaboración) y la Web  3.0 (Red semántica) permiten potencializar e innovar en la implementación de nuevas estrategias que se adecuen al contexto social, académico y cultural.

- LMS (Learning management system) :Plataformas E-learning, Blender learning, Móvil learning
  - Moodle, Blackboard, Canvas, Classroom, schoology, Edmodo, entre otros.
- MOOC
  - Coursera, EdX, FutureLearn, Udacity
- Entornos Virtuales de aprendizaje
  - Minecraft education, Classcraft, Hourofcode
- Plataformas de creación de contenido
- Blog
- Wiki
- WebQuest
- Podcast
- Vodcast
- Apps

Referencias bibliográficas
- Díaz Barriga, F., (2003) "Cognición situada y estrategias para el aprendizaje significativo" Revista Electrónica de Investigación Educativa. Vol.5, Núm.2, Disponible en:  http://redie.uabc.mx/redie/article/view/85/1396 Fecha de consulta: 4/10/2016
- Benavides P. V. Madrigal, L. V., Quiroz B. A. (2009) “La enseñanza situada como herramienta para el logro de un aprendizaje significativo”  Centro de Documentación sobre Educación. Disponible en línea en: [null file:///C:/Users/UNAM/Downloads/BENAVIDESlaEnsenanza%20(1).pdf]  (Fecha de consulta: 14-11-2016
- Cook, S.D.N., and J.S. Brown. 1999. Bridging epistemologies: The generative dance between organizational knowledge and organizational knowing. Organization Science 10: 381–400.
- Handley, K., Sturdy, A., Fincham, R., and Clark, T. (2006) Within and beyond communities of practice: Making sense of learning through participation, identity and practice.  The Journal of Management Studies, 43(3): 641–653.
- Lamas Rojas, H.  “Aprendizaje situado: la dimensión social del conocimiento”  Academia Peruana de Psicología . Disponible en línea en:  https://goo.gl/1lIg8W  (Fecha de consulta: 14-11-2016)
- Observatorio de Innovación Educativa (2014) MOOC. EduTrends. Tecnológico de Monterrey, recuperado de la red el 25 de octubre de 2019. de http://congreso.dgire.unam.mx/2018/pdfs/8.M-Edu-Trends-MOOC.pdf Archivado el 26 de octubre de 2019 en Wayback Machine.